# Молекулярна маса
Молекуля́рна (фо́рмульна, відносна) ма́са, також молекулярна вага — маса молекули, виражена в атомних одиницях маси. Дорівнює сумі мас усіх атомів, що входять у дану молекулу. За молекулярну масу часто беруть середню масу молекули з урахуванням ізотопного складу всіх елементів, що утворюють хімічну сполуку.

## Обчислення
Відношення середньої маси формульної одиниці речовини при збереженні природної суміші ізотопів кожного з елементів у ній, до 1/12 маси ізотопа 12С.
Синонім — відносна молекулярна маса.
Обчислюється як арифметична сума атомних мас усіх елементів, що входять до складу молекули.
Наприклад, молекулярна маса фосфатної кислоти (H3PO4) становить 3×1 + 31 + 4×16 = 98 а.о.м.
Молекулярна маса води (H2O)
MH2O = 2 MH + MO ≈ 2·1+16 = 18 а. о. м.